# 妄想ポンバシ系
妄想ポンバシ系（もうそうぽんばしけい）は、2007年4月6日から2008年3月28日までラジオ大阪の1314 V-STATION枠内で放送されていたラジオ番組。

## 概要
番組名のポンバシは関西のサブカルチャー中心地の日本橋の意で、同地を含む関西に重きをおいてアニメやゲーム等のオタク系文化の情報を伝えていた。また番組の公開録音を比較的多く開催していた。2008年3月限りで終了しもえもえポンバシ系としてリニューアルされた。

## 放送時間
- 金曜 22:30-23:30

## パーソナリティー
- 惣田美香

## コーナー
- 日本橋カウントダウン

日本橋のアニメ系CDの売上ランキングを紹介。
- 日本橋メディアハイパー

V-Kingdom内で放送されていた「ラジオ日本橋メディア」を改題。2007年9月まではメイドカフェRose Roomの店員が、2007年10月以降は夕刊フジの格清政典記者（番組内での愛称は“かくっちょ”）がそれぞれ出演していた。
- イケメン数珠つなぎ

舞台・特撮等で活躍する男性俳優・声優へのインタビュー。「ポンバシ版テレフォンショッキング」と表していた。
- 腐女子の部屋

2007年9月まではメイドカフェRose Roomの店員が出演し腐女子について語るコーナー。2007年10月以降は日本橋で活躍する腐女子をスタジオに招いての対談。

## テーマ曲
- Fantasy （アース・ウィンド・アンド・ファイアー）

## 公開録音
- 2007年5月11日 ジャングル本店

ゲスト：ああ（savage genius）
- 2007年6月8日 リブレットなんば店

ゲスト：柄谷吾史
- 2007年7月13日 トップジャパン日本橋店

ゲスト：ノゾミ (Little Non) 、有希、矢崎広
- 2007年8月12日 まんだらけ梅田店

ゲスト：福山芳樹(JAM Project)
- 2007年9月14日 ジーストア大阪

ゲスト：稲垣早希（桜）
- 2007年11月30日 アニソンカフェ アルカディア
- 2008年2月29日 アニソンカフェ アルカディア
- 2008年3月20日 日本橋ストリートフェスタ 沿道イベント（ジョーシン ディスクピア）

ゲスト：木内秀信、津田健次郎、金城真央、霧島のぁ